# 新大牟田車站
新大牟田車站（日语：／ Shin-ōmuta eki */?）是九州旅客鐵道（JR九州）九州新幹線的鐵路車站，位於日本福岡縣筑後市。
新大牟田車站是個配合新幹線的通車而新設的新幹線專用站，位於所屬大牟田市的主車站——大牟田車站（JR九州鹿兒島本線與西日本鐵道天神大牟田線的交會車站）——東北方約7公里處的岩本地區。與其位置最近的車站分別是JR九州的吉野車站與西日本鐵道的東甘木車站，但都與本站相距3至4公里以上，難以作為真正的轉乘車站。

## 車站構造

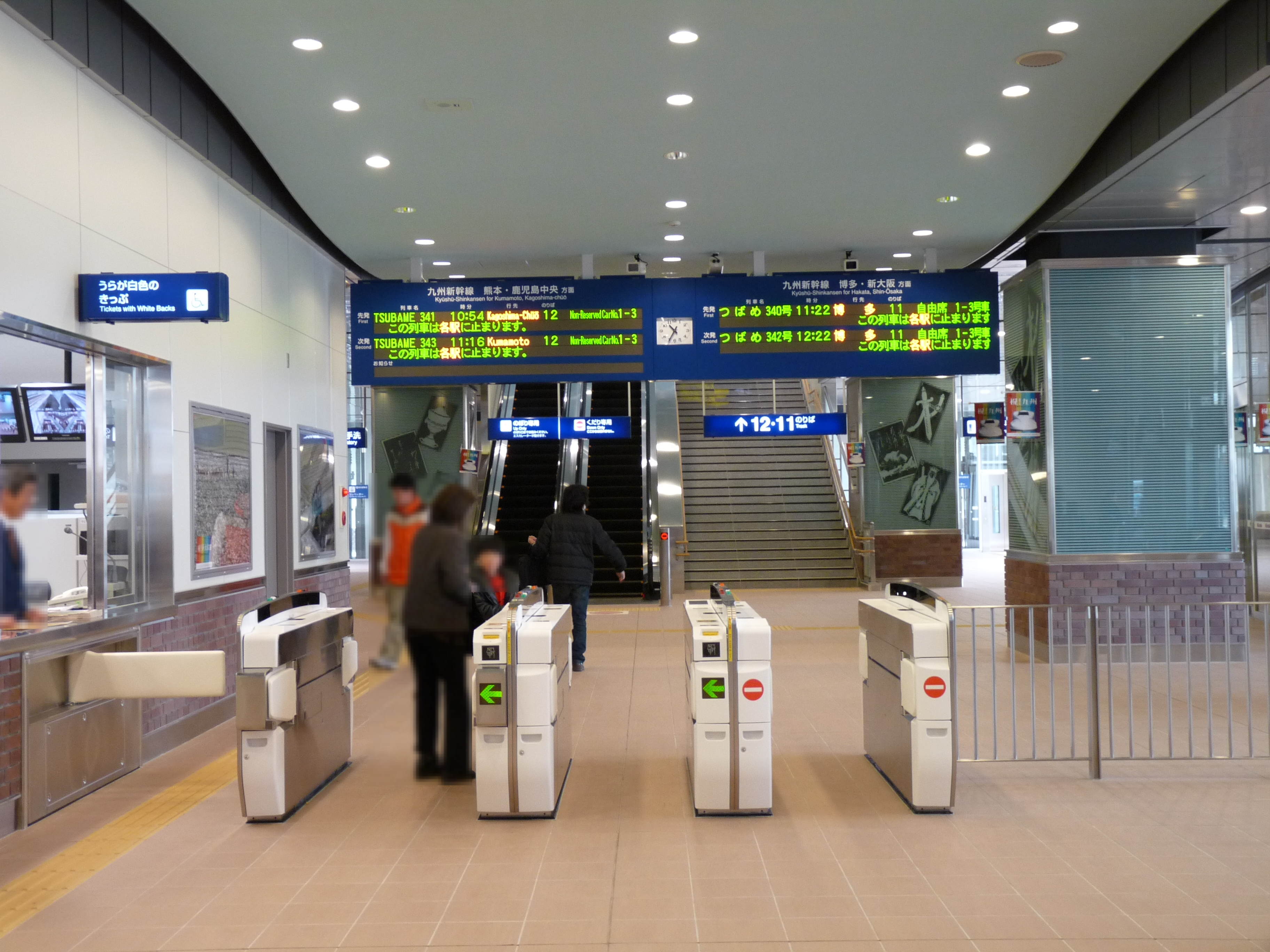
新大牟田車站內的檢票口

新大牟田車站是個站內配置有相對式月台一對、共兩條乘車線的高架車站。由於沒有設置通過線，為了對應新幹線列車過站不停時的高速，因此基於安全理由月台上特別設置有月台幕門。

### 月台配置
| 月台 | 路線       | 方向 | 目的地               |
| ---- | ---------- | ---- | -------------------- |
| 11   | 九州新幹線 | 上行 | 博多、新大阪方向     |
| 12   | 九州新幹線 | 下行 | 熊本、鹿兒島中央方向 |

## 相鄰車站
九州旅客鐵道
九州新幹線
筑後船小屋－新大牟田－新玉名

## 外部連結
- JR九州－新大牟田車站 （页面存档备份，存于）（日語）

33°3′46″N 130°29′27″E / 33.06278°N 130.49083°E